# Schillig
Schillig is een dorp in de gemeente Wangerland in de Duitse deelstaat Nedersaksen. Het maakt deel uit van Landkreis Friesland.

## Ligging, infrastructuur
Het dorp ligt op de uiterste noordoosthoek van het vasteland van Friesland met de Waddenzee aan de noordkant en de Jade aan de oostkant.
Velen beschouwen Schillig en het 1½ km zuidelijker gelegen Horumersiel als één Ortsteil van de gemeente Wangerland en als één langgerekte badplaats.
Schillig en Horumersiel zijn door hoge zeedijken van de zee gescheiden.
Het dorp is door buslijnen verbonden met Jever en Wilhelmshaven; in het toeristenseizoen is de frequentie van deze buslijnen hoger dan daarbuiten. In die beide steden staan de dichtstbijzijnde spoorwegstations.
Schillig ligt ten noorden van Wilhelmshaven; afhankelijk van welke wijk in die stad men uitgaat, is de afstand over de weg via Hooksiel 20 à 25 km. De afstand tot de dichtstbijzijnde autosnelweg, de Autobahn A29 (afritten 2 en 3, ten noorden van het centrum van Wilhelmshaven) is circa 21 kilometer.

## Geschiedenis
Op de plek, waar Schillig is ontstaan, spoelden in het verleden veel mosselschelpen aan. In het plaatselijke dialect is het woord voor zowel de mossel als haar schelp Schill (etymologisch verwant met het Engelse woord shell, schelp). In het verleden werden mosselschelpen vaak van de stranden afgehaald om ze in kalkovens tot kalk te verwerken. De landtong, waar Schillig tegenwoordig ligt, kent een lange geschiedenis van landverlies door stormvloeden en latere terugwinning van land door inpoldering. Het toerisme begon in 1856 ook met een stormvloed: zie ook onder Horumersiel. 

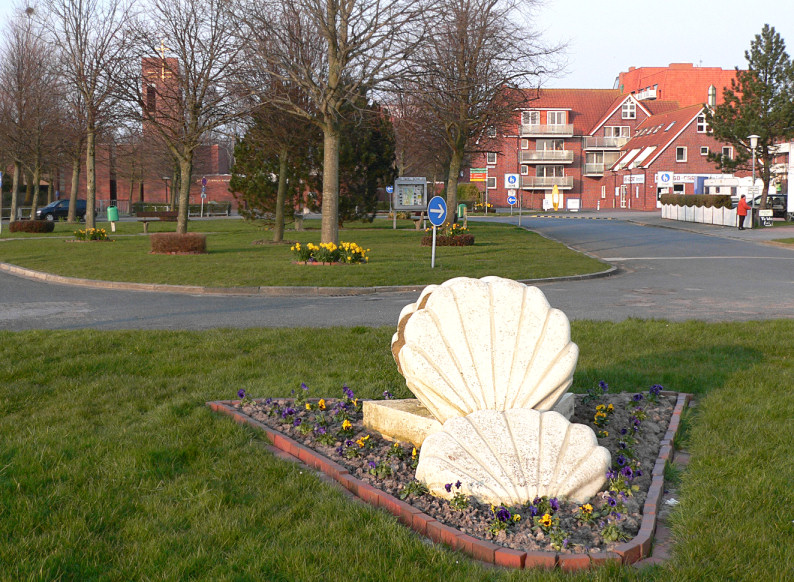
Mossel-monument, Schillig
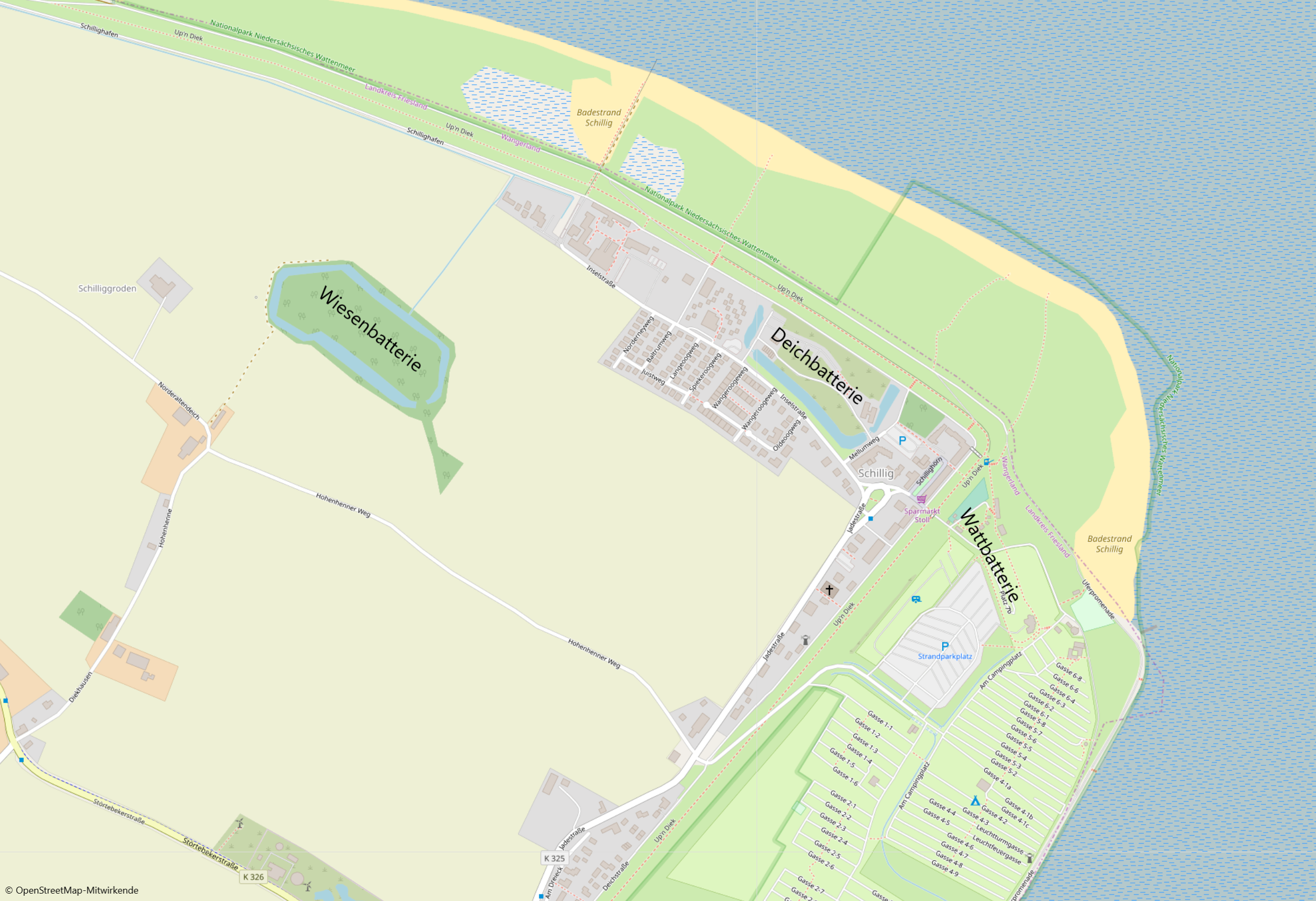
Situering 3 voormalige marine-forten van de Duitse kustverdediging
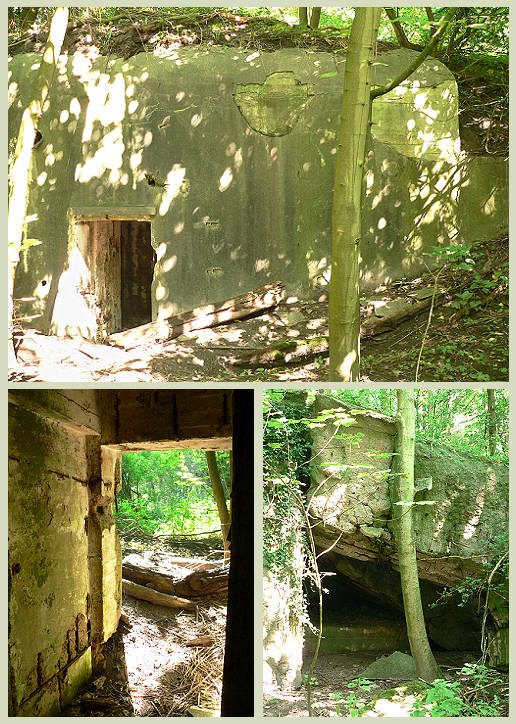
De Wiesenbatterie is met bos overwoekerd, en natuurreservaat geworden

Schillig is in de 19e eeuw ontstaan rondom een oude vuurtoren, die later door een moderner exemplaar is vervangen. Reeds voor de Frans-Duitse Oorlog van 1870 was het een belangrijk steunpunt van de Duitse marine, ten tijde van Adolf Hitlers Derde Rijk van de Kriegsmarine. Na de Tweede Wereldoorlog zijn de talrijke forten en bunkers nagenoeg allemaal verwijderd. Rond een van die bunkers, de tegen Minsen aan liggende Wiesenbatterie, is nieuwe natuur ontstaan, zie onder Minsen.
Schillig kwam op 29 oktober 1918, aan het eind van de Eerste Wereldoorlog in het nieuws. Matrozen en onderofficieren van hier voor anker liggende Duitse oorlogsschepen weigerden het bevel van de marineleiding op te volgen, in het kader van een wanhoops-, wellicht zelfs een zelfmoordoffensief, uit te varen richting Engeland. Dit wordt als het begin beschouwd van de Kieler Matrozenopstand en daarmee van de Novemberrevolutie, die het Duitse Keizerrijk ten val bracht.

## Toeristische attracties, bezienswaardigheden
- Schillig is in de eerste plaats gekenmerkt door het strandtoerisme. Het heeft twee brede zandstranden, en binnendijks diverse met gras bedekte ligweiden. Er zijn diverse vakantiehuisjes,  hotels en pensions, en er is een zeer groot campingterrein aan de oostkust. Een bij Schillig veel beoefende watersport is het kitesurfen.
- De plaats ligt aan de Waddenzee, nauwkeuriger: het Nationaal Park Nedersaksische Waddenzee. Het ligt slechts 6 km ten westen van het eiland Mellum, dat echter alleen vanuit het 45 km zuidelijker gelegen Dangast bij Varel bezocht kan worden.
- Markant is de gele vuurtoren. Deze werd in 1961 gebouwd en in 1987 wegens automatisering buiten bedrijf gesteld. De toren is daarna als radar- en telecommunicatietoren in gebruik genomen. Bezichtiging is niet mogelijk.
- Het overwegend evangelisch-lutherse Schillig is de enige plaats in de omgeving met ook een rooms-katholiek kerkgebouw, de in 2012 in opvallende architectuur gebouwde Marienkirche.

## Afbeeldingen

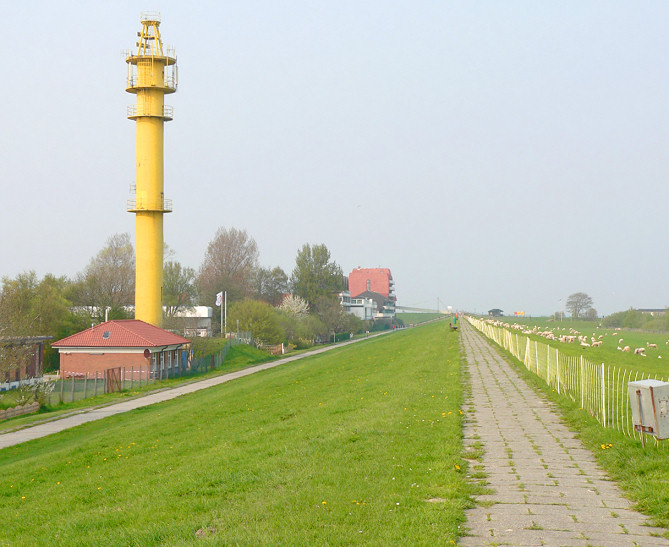
Voormalige vuurtoren
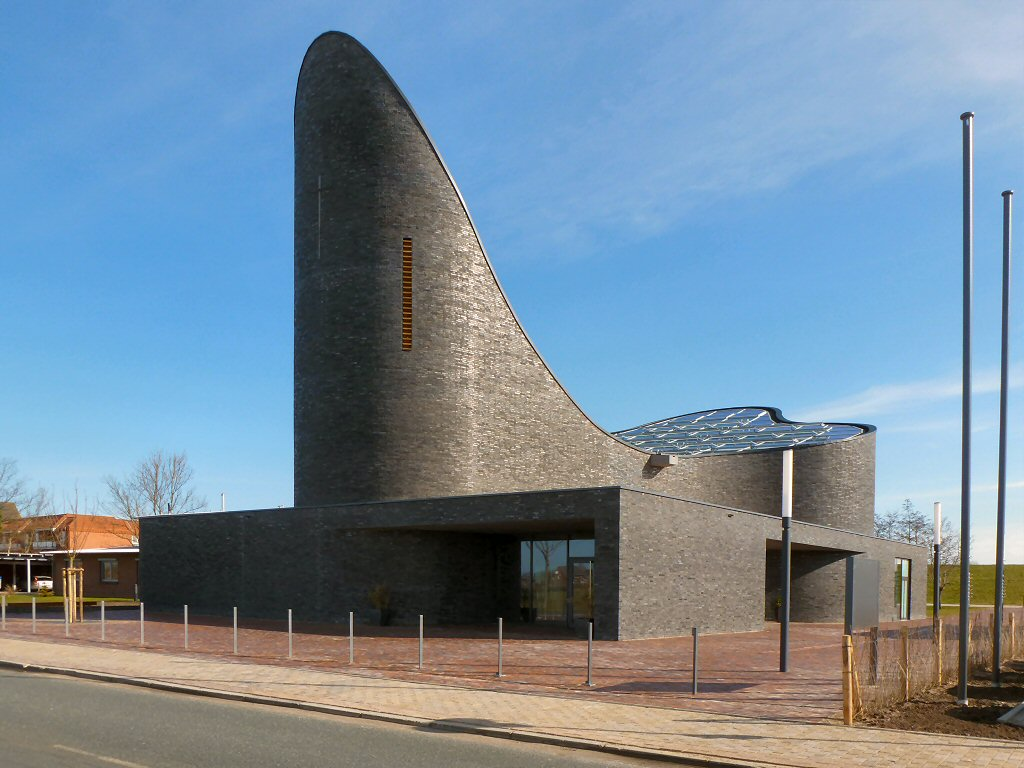
De rooms-katholieke Marienkirche
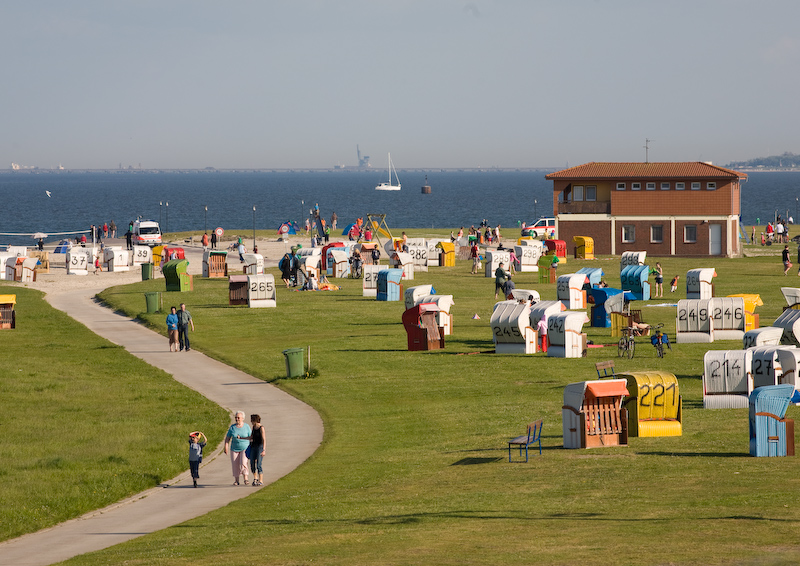
Strandleven te Schillig

- Gemeinsame Normdatei: 4698941-9
- Virtual International Authority File: 246972930